# Bitva o Gallipoli
V bitvě o Gallipoli (1915–1916), v rámci první světové války vedené Velkou Británií a Francií proti Osmanské říši, šlo o kontrolu strategicky důležitého Dardanelského průlivu, tedy o přístup k Marmarskému moři a tím i o možnost napadnout tehdejší hlavní město Istanbul. V Turecku je tato bitva známa jako bitva o Çanakkale (podle města na asijské straně průlivu), v britské historiografii se hovoří o operaci Dardanely (Dardanelles Campaign, zřídka Gallipoli Campaign). Gallipoli, turecky Dardanelles, je poloostrov v evropské části Turecka, který tvoří severní stranu průlivu Dardanely.
O plánech obsadit průliv do Marmarského moře se diskutovalo v britské admiralitě již mezi léty 1904 a 1911, byly však jako neproveditelné zamítnuty. Počátkem první světové války se stoupenci této operace prosadili (mimo jiné i na žádosti Ruska), což vedlo k bitvě o Gallipoli mezi únorem 1915 a lednem 1916, na které se mimo britských a francouzských spojeneckých jednotek podílely i kontingenty z Indie, Austrálie a Nového Zélandu o celkové síle kolem 16 divizí.
První pokusy, kde se jednalo výlučně o námořní akce bitevních lodí, se nesetkaly s úspěchem, proto byla od konce dubna do celé operace zapojena i armáda. Ani její účast však nepřinesla žádané výsledky, turecké jednotky se velice úspěšně bránily (jedním z velitelů turecké armády byl i pozdější zakladatel moderního Turecka, Mustafa Kemal Atatürk).
Neúspěchy vedly k několika demisím ve Velké Británii (na akci doplatili zejména Winston Churchill a Horatio Kitchener), v lednu 1916 byla akce ukončena. Jako důvod pro neúspěch se uvádí neschopnost vojenského vedení, taktické chyby, nezkušenost na akci se podílejících jednotek, zastaralá výzbroj (včetně bitevních lodí) a naprostý nedostatek munice. Některé prameny se zmiňují o 131 tisících padlých a 262 tisících zraněných, jiné hovoří o celkových ztrátách 214 tisících jen na straně spojeneckých armád. Jediným úspěchem celé operace byla skutečnost, že tato jednoroční bitva vázala silné turecké armádní svazy, které tak nemohly zasáhnout do bojů na ruské frontě.

## Příčiny invaze

### Situace na evropském bojišti
Německé operace na počátku první světové války byly postaveny na Schlieffenově plánu. Tento plán byl postaven na soustředění velkého počtu německých sil, které by prošly Belgii a severní Francií a postupně by se otočily a srazily by nepřátelské síly, tj. francouzská a britská vojska, k řece Mosele, kde by došlo k jejich následnému zničení. Ofenzíva nesplnila svůj očekávaný záměr a německý postup se zastavil v září 1914 na řece Marně. V průběhu roku 1914 se dostala situace na západní frontě do mrtvého bodu, přestože proběhla první bitva u Ypres. Plánem Německa na východní frontě bylo zdržet Rusy alespoň na dobu, která bude potřeba k porážce Francie. Rakouské plány byly silně ovlivněny německými požadavky na zadržení ruských vojsk, ale krom této fronty také počítaly s válkou na další frontě proti Srbsku a Černé Hoře. Operace roku 1914 na východní frontě se omezily na oblast Východního Pruska (bitva u Tannenbergu), Haliče a Srbska. V lednu 1915 bylo jasné, že se válka, která měla mít rychlé rozuzlení, dostala do slepé uličky, byť Německo ztratilo strategickou iniciativu. Situace na moři byla odlišná než situace na souši. Původní plány německého loďstva nebyly ofenzivní jako v případě Schlieffenova plánu, ale byly naopak defenzivní. Toto pojetí přenechávalo iniciativu britskému námořnictvu, které bylo od začátku války silnější než námořnictvo Německa. V srpnu 1914 se německé plány změnily a v této změně byl použit termín guerillová válka, což je možno vyložit jako začátek ponorkové války. Bitvou, která rozhodla o vítězství Dohody na moři, se stala až bitva u Jutska v roce 1916. Situace na souši a ani na moři nebyla tedy v době plánování či samotného útoku na Dardanely rozhodnutá, což ovlivnilo rozhodování ohledně dalších válečných operací a také o operaci Dardanely.

### Důvody k operaci
Od počátku války se první lord admirality Winston Churchill zajímal o přenesení akce britského námořnictva na Baltské moře. Dalším návrhem, který byl studován ještě před válkou, byl plán na předsunutou námořní základnu na kontinentální části Evropy např. ostrov Ameland. Dalšími zamýšlenými cíli bylo dobytí ostrovů Helgoland a Borkum, ale ani tyto operace se neuskutečnily, stejně tak jako průlom na Balt. Přednost dostala operace na obsazení strategicky významných Dardanel.
Osmanská říše byla rozdělena na asijskou a evropskou část. Tyto části z obou stran obklopují strategické průlivy Bospor a Dardanely, které byly a do dnes jsou jedinou námořní cestou k Černému moři a jednou ze třech k Rusku. Velmoci si této skutečnosti byly vědomy a podnikly náležité kroky. Rusko mělo zájem na ovládnutí Dardanel již před válkou a představitelé Osmanské říše měli z těchto záměrů strach a v kontextu tehdejší situace, kdy ještě nebyla Británie ve válce, podepsali 2. srpna tajnou alianční dohodu s Německem, která byla namířena proti Rusku a následně byly položeny první miny v Dardanelách. Po vstupu Británie do války bylo ze strany Osmanské říše nabídnuto spojenectví Rusku, ale to tuto nabídku odmítlo. Rusko se postupem času dostávalo pod tlak osmanské armády na Kavkaze a trpělo nedostatkem válečného materiálu, což bylo důvodem pro ruskou prosbu o demonstraci síly z 2. ledna 1915 a adresátem byla Británie. V lednu téhož roku navrhl Churchill velkoknížeti Nikolajovi spoluúčast na vedení souběžného útoku na Bospor, ale tento návrh byl odmítnut, převážila ruská touha na zabrání Dardanel i Istanbulu.

## Námořní operace

### Předehra námořních útoků

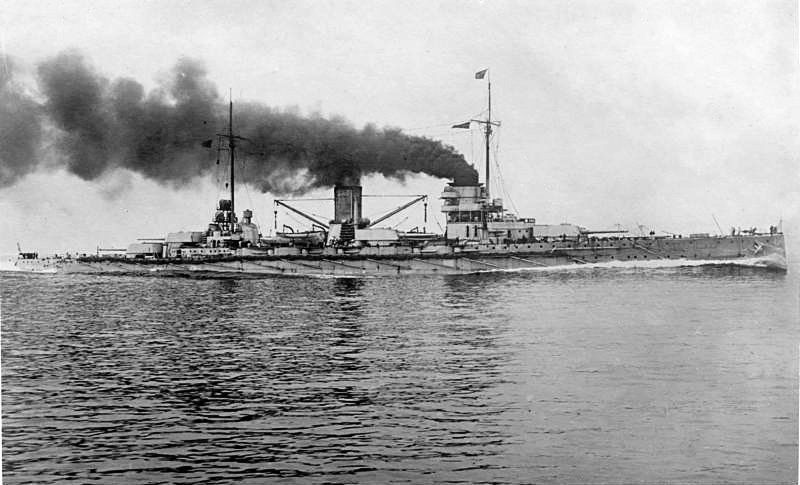
Bitevní křižník SMS Goeben

Hrozba pro ruskou admiralitu začínala přemístěním dvou německých křižníků SMS Breslau a SMS Goeben do Istanbulu, odkud byl již jednoduchý přístup k útoku na ruská přístaviště. Potom, co oba německé křižníky dopluly Dardanelskou úžinou do Istanbulu, došlo 21. října 1914 k uzavření Dardanelského průlivu. Současně byly tureckými a německými křižníky kolem vstupu do Dardanelského a Kerčského průlivu nakladeny miny.
K prvnímu střetu námořních sil v Černém moři došlo 29. října 1914 německo-tureckým útokem na Sevastopolský přístav, kde kotvily ruské vojenské lodě. V reakci na tureckou námořní agresi vypluly britské a francouzské lodě k Dardanelám a zakotvily na řeckém ostrově Tenedos.

### Počáteční spojenecké útoky
Začátkem listopadu 1914 začalo ostřelování pevnin na jižní části Gallipolského poloostrova spojeneckými loděmi. Současně i ruské pozemní síly vedly invazi na turecké území a snažily se obsadit tureckou pevnost Erzurum, nacházející se nedaleko rusko-tureckých hranic na východě Turecka. Přičemž mnohem důležitějším faktorem pro úspěch ruské armády v bojích proti Německu na východní frontě zůstávalo otevření Dardanelské úžiny, kterou by tak mohly proplouvat spojenecké lodě do Černého moře a zásobovat odtud ruskou armádu municí.

### První bitva o Dardanely
První námořní bitva o Dardanely byla zahájena 19. února 1915 ostřelováním tureckých pevností, nacházejících se na vstupu do Dardanelské úžiny. Mezi nejdůležitější spojenecké lodě patřily britské bitevní lodě HMS Triumph, HMS Queen Elizabeth, HMS Cornwallis, HMS Vengeance, bitevní křižník HMS Inflexible a francouzské predreadnoughty Suffren, Gaulois a Charlemagne. Spolu s použitím dalších lodí se tak spojenci snažili o zničení tureckých pevností Kum Kale, Canakkale, Orkanie, Ertogrul a Sedd el Bahr, odkud na ně však dopadala dělostřelba řízená pravděpodobně Němci, kteří zde Turkům pomáhali v obraně.
Spojencům se však ani přes usilovné ostřelování pevností nepodařilo ani jednu z nich umlčet. Kdykoli začali střílet na kteroukoli tureckou pevnost, Turci odpověděli další palbou, která postupně ničila spojenecké lodě. Rovněž dovedně nasadili mobilní dělostřelectvo, zejména houfnice, jejichž postavení z lodí prakticky nebylo možné zjistit. Po opakovaných ostřelováních tureckých pevností se nakonec po velmi intenzivní palbě podařilo zničit pevnost Ertogrul. Další pevnosti však zůstávaly dále nedobytné.
Viceadmirál Carden, velitel spojeneckého loďstva v Gallipolské operaci, byl však již po těžkých a neúspěšných bojích o Dardanelskou úžinu unaven a dobytí úžiny tak považoval za nesplnitelný úkol, pokud má spočívat v pouhém námořním útoku. Uvnitř britské admirality tak vyvstala debata o použití pozemní síly. Mezitím však námořní operace stále pokračovaly.

### Osudný útok z 18. března

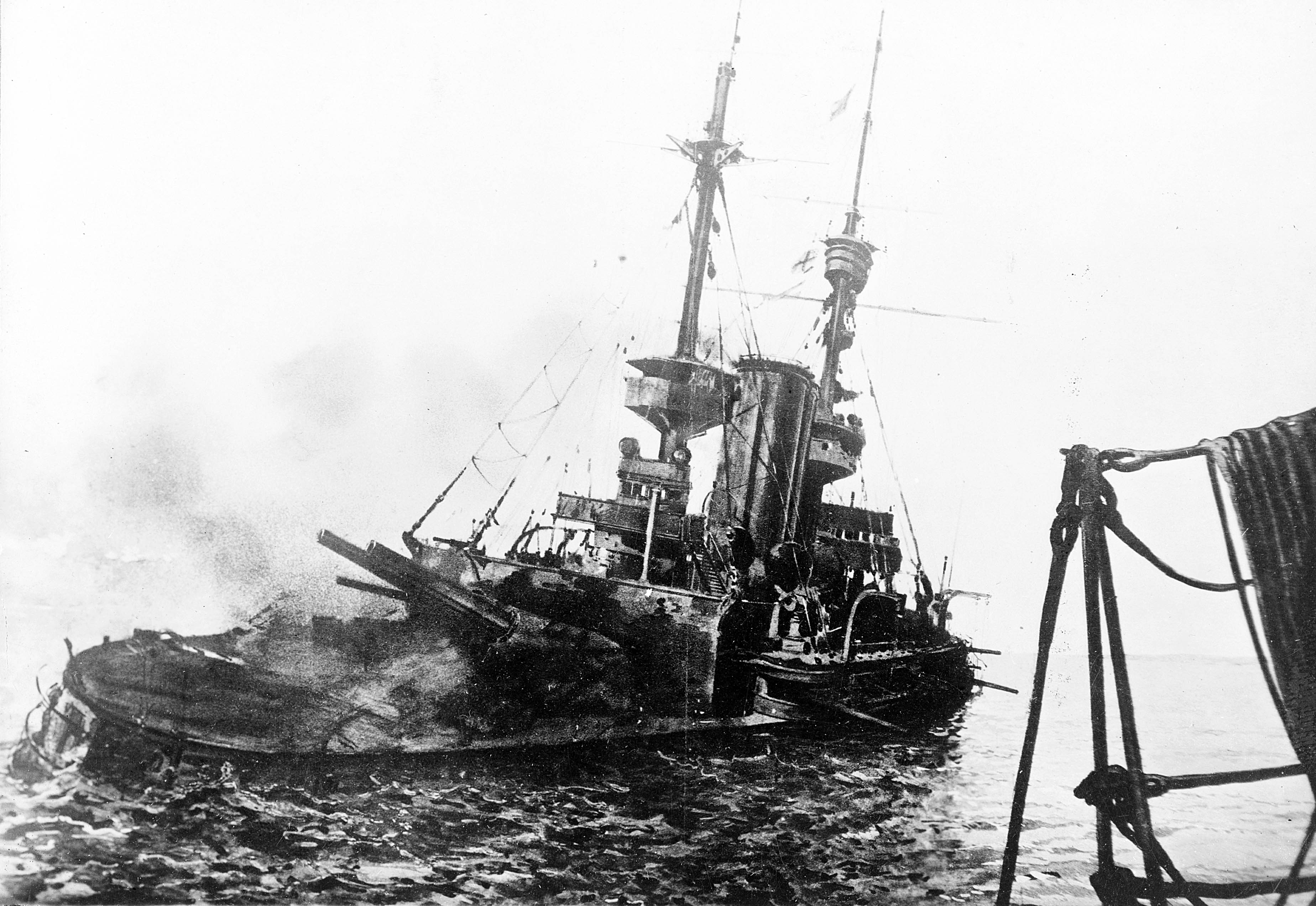
Potápějící se bitevní loď HMS Irresistible, zničená v akci z 18. března 1915

Pro další pokus o dobytí Dardanelské úžiny bylo zapojeno 16 spojeneckých bitevních lodí. 18. března 1915 vyplouvala první skupina britských lodí do úžiny s úkolem ostřelovat pevnosti Hamidie, Rumeli Mecidie a Namazie do jejich úplného zničení. Kolem břehů úžiny byly však rozestavěné turecké baterie, které ihned začaly s palbou na spojenecké lodě. Spojencům se podařilo pokořit dvě pevnosti ale palba tureckých baterií a děl z ostatních pevností nebyla k utišení. Lodě byly v důsledku této silné palby několikrát zasaženy a s přívalem dalších střel došlo k postupné destrukci jednotlivých lodí. Britské lodě byly tak nuceny k ústupu a do útoku připluly lodě francouzské. Francouzský predreadnought Suffren však byl každou minutou opakovaně zasažen a odnesla to jak dělová věž, tak i muniční sklad, který ihned explodoval. Několik desítek členů posádky zahynulo, ale Suffren se stále držel nad vodou, avšak jeho stav byl nanejvýš alarmující.
Francouzský admirál Guépratte tak dal rozkaz k ústupu všem francouzským lodím z bojiště. Netušil však, že na v minulosti již vícekráte použité ústupové trase pro dohodové lodě se nachází minové pole, které v noci 8. března skrytě položila turecká minonoska Nusret. Když se francouzský predreadnought Bouvet blížil spojeneckému přístavišti, najel na minu, převrátil se a potopil. Jelikož velitelé ostatních lodí podlehli mylnému dojmu, že za jejím koncem stojí zásah do skladiště munice od některého z pevnostních děl, ostatní spojenecké lodě pokračovaly v původně zamýšleném obratu dál do minového pole. Zároveň pokračovalo ostřelování lodí z tureckých pevností. Gaulois byl zasažen na přídi a loď začala nabírat vodu. Kolem Gaulois se začaly shlukovat další lodě, aby ji podpíraly. S vypětím sil všech námořníků na lodi nakonec Gaulois doplul na břeh řeckého ostrova Drepanos. Mezitím došlo k další ztrátě spojenecké námořní síly – britský bitevní křižník Inflexible a predreadnought Irresistible najely chvíli po sobě na miny. Druhá se potopila, první zachránilo rozhodnutí kapitána, který s ní najel na mělčinu. Ani tentokrát se ale dohodoví velitelé nedokázali správně zorientovat v situaci a rozpoznat podstatu hrozby. Celá řada spojeneckých lodí tak opět připlula těžce poškozeným lodím na pomoc a na minu tak najela další z nich - britský predreadnought HMS Ocean, který se rovněž potopil.
Po takto neúspěšném útoku velitelé spojenecké admirality Churchill, Fisher a Kitchener přestali doufat, že se jim Dardanelskou úžinu podaří dobýt s pomocí námořních sil. Nakonec bylo rozhodnuto o použití pozemní síly spolu se silou námořní.

## Pozemní operace

### Vylodění

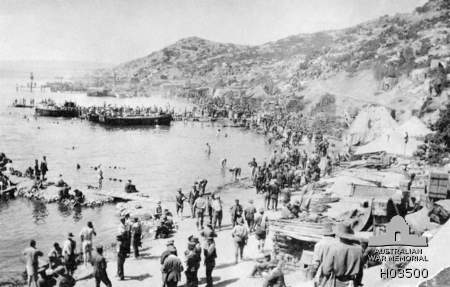
Vyloďování jednotek ANZAC u Gallipoli

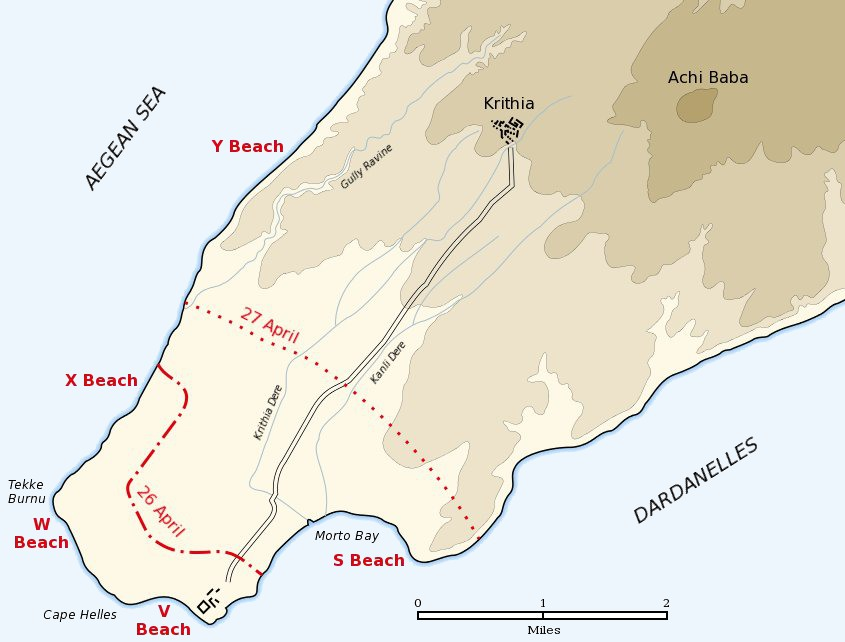
Vyloďovací pláže na mysu Helles

Za úspěšné vylodění zodpovídal generál Hamilton. Na jeho bedrech spočívalo naplánování celé operace. Místo vylodění bylo zvoleno u mysu Helles, jelikož je zde dobrý přístup díky absenci skalisek. Plán byl vylodit se, zničit pevnosti s tureckými bateriemi a zablokovat západní pobřeží Anatolie. Minolovky měly za úkol vyčistit turecká minová pole pod Kepezem, zatímco spojenecká pěchota měla zničit tureckou armádu a zmocnit se Istanbulu. Na závěr měly spojenecké lodě proplout přes Dardanely a Marmarské moře a otevřít tak cestu do Černého moře. Realizaci si ovšem nikdo nedokázal prakticky představit.
Pro operaci bylo na počátku k dispozici přibližně 128 000 mužů, pro samotné vylodění asi 80 000. Armádu tvořila britská námořní divize, australsko-novozélandský sbor (ANZAC), britská pěší 29. divize, francouzský expediční sbor a jeden ruský armádní sbor. Datum invaze bylo stanoveno na 22. dubna na 5 hodin ráno, ale kvůli bouři byla přesunuta na 25. dubna ráno. Turci se na vylodění připravovali a zbrojili společně s Němci. Obranu poloostrova řídil německý generál Liman von Sanders.
25. dubna brzy ráno započalo ostřelování turecké pevnosti Kum Kale. V 7 hodin začal útok 1. divize francouzské pěchoty. Boje u Kum Kale trvaly celý den a celou noc. 26. dubna ráno byly obě strany již značně vyčerpány a Turci vyvěsili bílý prapor a následovalo chvilkové příměří. Po Hamiltonově uznání, že pevnost je již dobyta, byly nadbytečné síly převeleny, čehož využili Turci a pevnost dobyli zpět. Úspěch byl v kontrastu s počtem padlých mizivý.
Další pláže měla za úkol obsadit 29. britská pěší divize. V zátoce Morto (Hamiltonovo označení S) vylodění začalo 25. dubna v 5 hodin ráno s nasazením 2. brigády (Velšané). Turci, kteří byli ve výrazné menšině, se po ostřelování z lodí dali ze zákopů na útěk a pláž byla dobyta. Oblast, označená písmenem V, se nacházela v oblasti mezi Sedd el Bahr a mysem Helles. Byla chráněna pevností Ertogrul a systémem zákopů a opevnění, navíc terén hrál v turecký prospěch. Podle generála Weymysse měl být útok rozdělen na dvě části a proběhnout pod ochranou bitevní lodi Albion. V první části mělo proběhnout vylodění přímo na pláži, a poté měly dorazit zbylé jednotky a pokračovat v útoku. Britové ovšem byli masakrováni a první část útoku se nedařila. Parník River Clyde, který přivážel zbylé jednotky, se ihned ocitl pod těžkou palbou a Britové opět zaznamenávali těžké ztráty. Přeživší jednotky na pláži setrvaly v nehybných pozicích, aby nebyly vidět, zatímco byly nepřátelské pozice ostřelovány spojeneckými loděmi. Po dlouhém bombardování se zbylé jednotky probojovaly až k pevnosti a obsadily ji, zbylé turecké vojáky poté zajaly.
V nejjižnější části Gallipolského poloostrova, na pláži s označením W, došlo k dalšímu výsadku. Liman von Sanders nechal tuto lokaci speciálně opevnit zákopy s kulomety, drátěnými zátarasy a minami. Přímý útok znamenal těžké ztráty, ale Britům se na pláži podařilo nalézt chráněné místo, odkud vedli útok a napadli Turky ze zálohy. Po těžké a únavné bitvě Spojenci na druhý den ráno zvítězili. Přibližně 2 km od mysu Teke Burn proběhla nejúspěšnější část díky predreadnoughtu HMS Implacable a lehkému křižníku HMS Dublin, jelikož se Turci zalekli bombardovací granátové sprchy. Nejsevernější část 29. britské divize se vylodila na pláži Y. Ačkoliv zde britský útok nebyl očekáván kvůli nevyhovujícímu terénu, turecká armáda se rychle zmobilizovala a Brity vytlačila.
V noci z 24. na 25. dubna vyrazil k výsadku australský a novozélandský armádní sbor – ANZAC s podporou tří britských predreadnoughtů třídy London: HMS Queen, HMS London a HMS Prince of Wales. Vylodění mělo proběhnout v oblasti mysu Gaba Tepe, kvůli chybě se ale jednotky vylodily o jednu míli mimo v oblasti, kde na ně čekala zakopaná 19. turecká divize pod vedením Mustafy Kemala. Anzakům nebyl umožněn ústup, vojáci si vybudovali zákopy a boje zde probíhaly prakticky po celých 8 měsíců. Polovinu května bojovali Anzakové u Ari Burnu, ale jejich zisky byly téměř nulové. Kopce byly v rukou Turků a Anzakové museli podnikat pouze přímé, riskantní útoky s velkými ztrátami. Turci proti nim započali taktiku nočních protiútoků, aby neodkryli svou pozici, a tudíž je nemohly bombardovat spojenecké lodě. Mustafa Kemal navíc našel další způsob, jak se bránit nepřátelskému ostřelování. Nechal spojence, aby se co nejvíce přiblížili k tureckým zákopům. Zákopy byly tak blízko u sebe, že spojenecké lodě nemohly ostřelovat turecké pozice, aniž by se vystavily riziku střelby do vlastních jednotek.
Ráno 27. dubna se na pláži V mezi mysem Helles a pevností Sedd el Bahr vylodila 1. francouzská divize, ta samá, která se dříve vylodila i Kam Kale. Ocitnula se pod silnou palbou dělostřeleckých granátů od pevnosti Kum Kale, kterou Turci opětovně obsadili. Jedinou podporou jim byl predreadnought Henri IV. 1. května byl ale poškozen a stáhnul se z boje.
Po květnových bojích byly obě strany naprosto vyčerpány. Hamilton zaznamenal obrovské ztráty (cca 14 000 mužů) a minimální zisky. Von Sanders stáhl na poloostrov všechny dostupné vojáky. Od května do srpna nastala fáze zákopové války, kdy ani jedna ze stran nepodnikla žádný velký útok. Turecká armáda měla ale výrazné problémy s logistikou a trpěla nedostatkem jídla, oblečení a léků.

### Srpnová ofenzíva

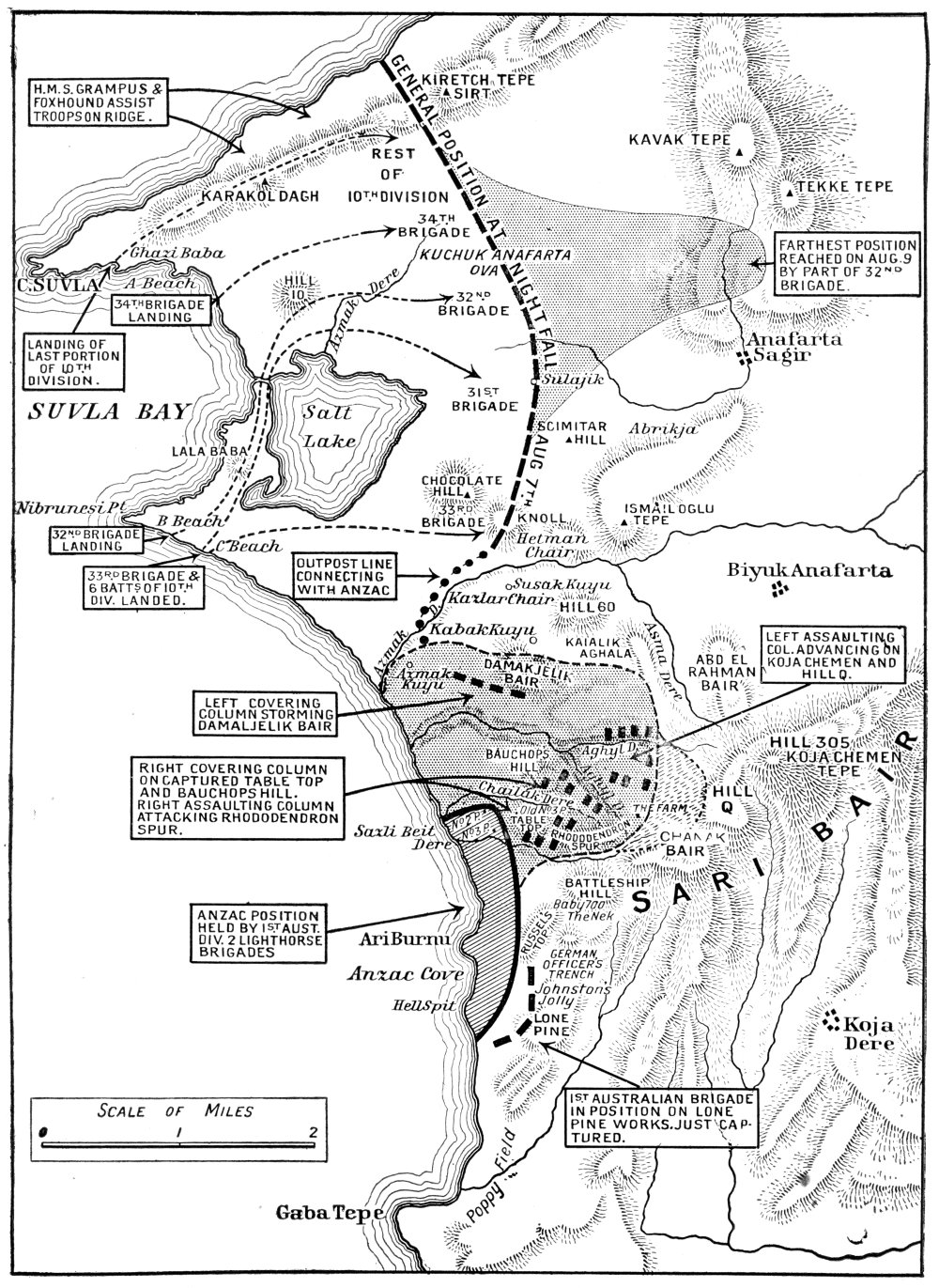
Mapa operací u Suvelské zátoky, 1915

Na srpen byl naplánován poslední velký útok. Jediné místo, kde by se průnik ještě mohl podařit, byla zátoka Anzaků. K tomu bylo třeba plně obsadit Suvelskou zátoku a dopravit sem děla kvůli výhodné pozici. Plán byl konfrontovat nepřítele na frontách jako doposud a k tomu provést nečekaný útok IX. britského sboru generála F. W. Stopforda v Suvelské zátoce, kde Turci nebyli na útok připraveni. Bylo možno se odtud probojovat k australským pozicím, postoupit do vnitrozemí a odříznout turecké jednotky na jihu poloostrova.
V noci z 5. na 6. srpna se Angličané vylodili. Von Sanders byl zaskočen a nevěděl, jestli má dostatek času na přesun jednotek. Spojenci ale chybovali vinou generála Stopforda. Ačkoliv jediný odpor v této oblasti představovalo 1 800 německých polních četníků s 20 polními děly majora Willmera, který pouze párkrát provedl ostřelování z bezpečné vzdálenosti, většina Britů zůstala na pláži a odpočívala. Navíc strategický vrch, 10. kóta, byl obsazen v mylném bodě. Stopford jako velitel selhal. Australané mezitím sváděli urputné boje, zpočátku postupovali, ale ocitli se pod palbou vlastních děl a utrpěli těžké ztráty. Von Sanders byl nečekaným vyloděním a australským útokem natolik zaskočen, že vedení do značné míry přenechal Mustafu Kemalovi.
8. srpna Hamilton stále neměl žádné informace od Stopforda. Do zátoky proto poslal plukovníka Aspinalla a ten zjistil, že armáda nepostoupila a rozkazy z předešlých dnů nebyly splněny. Stopford tak zmařil úspěch celé operace. V noci z 8. na 9. srpna dorazily do oblasti turecké divize a bez odpočinku se pod vedením Kemala připravovaly na britský útok. 9. srpna ráno Britové zahájili útok, ale turecké linie odolaly. Von Sanders byl ohromen. Turci následně tlačili na Anzaky, kteří již tak vydrželi více, než běžný voják snese. Jejich velitel generál Birdwood stále vytrvale čekal na podporu se Suvelské zátoky, která ovšem nepřišla. Hamilton viděl poslední šanci. Útok z kopců Kirec Tepe Sirt. Mustafa Kemal ale uvažoval stejně, zažádal o posily a připravoval se. 15. srpna se Britové neúspěšně vylodili a ihned uprchli. Turci následně stáhli na Gallipolský poloostrov veškeré dostupné jednotky. Na poloostrově propukla stejná zákopová válka jako ve Francii. Fronta se posouvala jen o pár metrů za cenu těžkých ztrát. Celá operace byla v troskách. Boje ale pokračovaly až do začátku příštího roku.
V říjnu Hamiltona nahradil generál Monroa, který okamžitě rozhodl o evakuaci. Zaslal Kitchenerovi dopis a sdělil mu, že evakuace bude problematická a vyžádá si asi 40 000 životů. Kitchener ji odmítl. Již 22. listopadu ovšem britská válečná rada definitivně rozhodla o stažení vojsk. Za neúspěch zodpovídal premiér Asquith, ministr války Kitchener a především v této době již bývalý první lord admirality Winston Churchill.

## Následky

### Vojenské následky

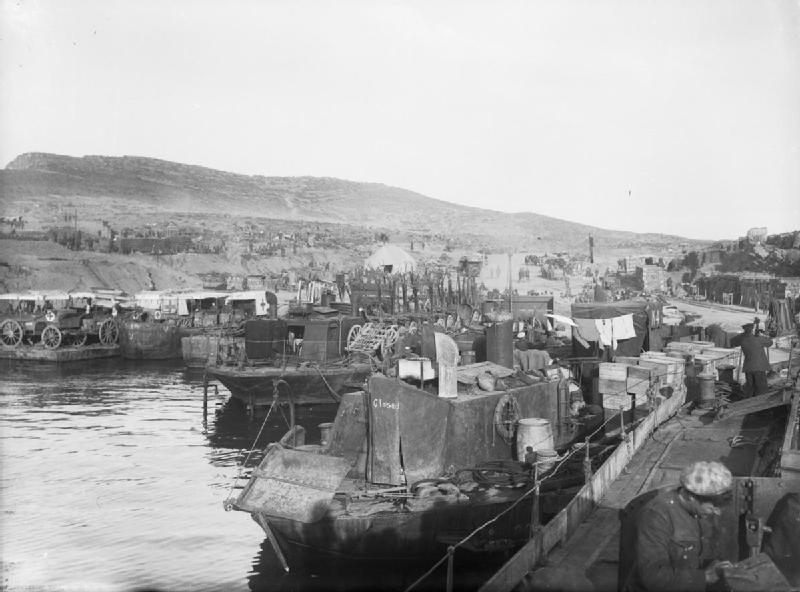
Spojenecká evakuace Suvelské zátoky, prosinec 1915

Operace Dardanelly s sebou přinesla vítězství pro Osmanskou říši na úkor zdrcující porážky pro Británii a Dohodu. Když bylo jasné, že Británie nemůže z operace vyváznout vítězně, byla nařízena evakuace. Jednalo se o do té doby největší evakuaci v dějinách vojenství, potřeba bylo přesunout 130 000 vojáků, 400 děl, přes 10 000 vozidel a zvířat. Vyklizení Suvelské zátoky a zátoky Anzaků proběhlo v noci z 19. na 20. prosince s tím, že jednotky se stahovaly postupně již 10 dní předem za stálých bojů, aniž by Turci byť jen něco tušili. Mys Helles měl být definitivně evakuován 23. prosince. K poslednímu střetu zde došlo ještě 7. ledna, kdy na gallipolském území stále zbývalo asi 19 000 spojeneckých vojáků. Při tureckém útoku 8. a 9. ledna Turci ale dorazili na prázdnou pláž. Evakuace díky příznivým faktorům proběhla, na rozdíl od zbytku operace, úspěšně.
I přes úspěšnou evakuaci ale nebylo možné opomenout celkový velice negativní dopad celého tažení, kdy nejen, že nebyl dobyt Istanbul a podlomeno Turecko, ale Velká Británie utrpěla významnou porážku a zcela ztratila vojenskou prestiž v tomto regionu. To ovlivnilo postoj Bulharska, které se přiklonilo k Centrálním mocnostem. Řecko, původně nakloněno směrem k Dohodě, se zakonzervovalo do ozbrojené neutrality.
Vleklé boje s sebou samozřejmě přinesly i obrovské ztráty na obou stranách. Dohoda přišla o 252 000 vojáků (Britové 205 000, Francouzi 47 000). Krom enormních ztrát na životech se Dohoda připravila i o značné množství techniky, konkrétně šest bitevních lodí a sedm ponorek.

### Politické následky

#### Změna politiky Velké Británie
Za naplánování a povolení operace Gallipoli, která se změnila v neustálý stav obléhání a sérii neúspěchů, nesla odpovědnost vláda, složená především z civilních stratégů. Krom kritiky konzervativního křídla se navíc ukázalo, že v admiralitě si po boku nemohou stát dvě tak silné osobnosti jako Winston Churchill a lord Fisher. Docházelo ke konfliktům především kvůli řízení operace a vydávaní rozkazů, kdy Fisher, a s ním značná část vojenských velitelů, nebyla spokojena s tím, že příkazy vydával první lord admirality, tedy Churchill. Tato funkce měla příslušet prvnímu námořnímu lordu Fisherovi. Průlom nastal se zasedáním Válečné rady 14. 5. 1915, kdy Churchill porušil osobní dohodu s Fisherem a poslal na Dardanely další posily. Tento krok musel nutně vést k ohrožení pozice Churchilla. Rovněž odstoupil vrchní admirál Fisher, nicméně premiér Asquith jeho rezignaci nepřijal a jménem krále mu nařídil operaci dokončit.
Při projevení stupňujícího se neúspěchu na Dardanelách a dalších potížích v jiných regionech, je konzervativní křídlo vlády silně pobouřeno a Asquitovi nezbývá, než navrhnout koalici. Je však jasné, že v takto sestavené vládě, ale Churchill nebude moci dále sedět ve své funkci prvního lorda admirality, zároveň došlo i ke konečné rezignaci Fishera, jeho funkci převzal viceadmirál Hamilton. Churchill po menších komplikacích získal vcelku bezvýznamné místo kancléře lancasterského vévodství, jeho původní funkci převzal lord Balfour.
Původní odtažitý přístup po porážce na Gallipoli se změnil příchodem Davida Lloyda George do premiérského křesla v prosinci 1916. Byla zahájena silná propaganda za upevnění britské koloniální moci na Blízkém východě, velkou měrou se na ní podílel Mark Sykes. Termín blízký východ byl vytvořen už v roce 1902, ale do války se používal jen zřídka. Orient byl označován za kolébku civilizace, nicméně zkaženou tureckým vlivem, svou roli hrála i historizace Mezopotámie a Palestiny, která měla být osvobozena od nadvlády Turecka, jako odstrašující případ byla použita genocida Arménů. Cílem bylo ospravedlnit zničení Osmanské říše a spojit válku na východě s národním sebeurčením a diskreditoval jeho suverenitu. Orient měl být znovu oživen pod záštitou Británie jako ochránce utlačovaných národů. Lloyd George viděl východ jako klíčový pro válečné úsilí, byl odhodlán zničit Osmanskou říši a region si podrobit tak, aby byl v bezpečí Suezský průplav, a tím cesta k Indii.
Problém v tomto represivním odhodlání představovala ruská prozatímní vláda a především Woodrow Wilson se svým právem na sebeurčení a zrušením koloniálních mocností jako jedním ze základních stavebních kamenů míru. Východiskem se zdálo vzbuzovat probritské cítění především u arabské části populace Turecka. Tento rozlícený nacionalismus se pro Brity skutečně stal vstupenkou k expanzi. Podrobení si Blízkého východu se neměla nést v duchu imperialismu, ale, dle Wilsonových standardů, jako médium sjednocení národů a demokracie.

#### Rozpad Osmanské říše
Dlouhodobé důsledky pro Centrální mocnosti, a především pro Osmanskou říši, měly být tvrdé. Šest měsíců po uzavření příměří se Osmanská říše rozpadla kvůli arabskému povstání, aktivitě Mladoturků a požadavkům na protektorát. V čele této skupiny stál Mustafa Kemal. Zatímco po další dva roky se svět zmítal ve Velké válce, Turecko řešilo svou vlastní, občanskou. Kemal, řečený Atatürk se později vypracoval na pravděpodobně největší osobnost moderní turecké historie. Stal se tureckým prezidentem a důležitým protagonistou přiklánění se k západu, které Turecko později posunulo mílovými kroky vpřed jako jedinou z Centrálních mocností.